# George Lloyd Hodges
Sir George Lloyd Hodges KCB (Old Abbey, County Limerick, Irlanda, 1792 — Brighton, 14 de dezembro de 1862) foi um oficial do Exército Britânico e diplomata que representou o Reino Unido na Sérvia, Egipto e Baixa Saxónia. Esteve em Portugal durante a Guerra Civil Portuguesa integrado nas forças liberais que desembarcaram no Mindelo.

## Biografia
Nasceu em Old Abbey, County Limerick, Irlanda, filho mais velho de George Thomas Hodges. Entrou para o exército britânico em 1806 e participou na batalha de Quatre Bras e na batalha de Waterloo.
Em 1832, comandou a brigada de voluntários britânicos que se alistou para lutar pela causa da rainha D. Maria II, contra as forças do usurpador D. Miguel. Com o resto das forças comandadas pelo pai de D. Maria, o ex-imperador do Brasil D. Pedro, partiu da ilha Terceira, nos Açores, participou na captura do Porto e aí suportou um cerco de quase um ano. Hodges distinguiu-se pela sua liderança, especialmente durante o assalto à cidade pelo exército de D. Miguel em 29 de setembro de 1832. Posteriormente, publicou uma memória, intitulada Narrative of the Expedition to Portugal in 1832, under the orders of His Imperial Majesty Dom Pedro, Duke of Braganza (Narrativa da Expedição a Portugal em 1832, sob as ordens de Sua Majestade Imperial Dom Pedro, Duque de Bragança), saída em Londres em 1833.
Hodges foi posteriormente feito cavaleiro e participou ativamente nas sublevações dos Balcãs no final da década de 1830. Foi nomeado como o primeiro cônsul britânico na Sérvia em 30 de janeiro de 1837, e foi promovido a cônsul-geral em 15 de dezembro de 1837.
Hodges foi nomeado cônsul-geral no Egito em 1 de outubro de 1839. Em 11 de maio de 1841, foi nomeado cônsul-geral no círculo da Baixa Saxónia e para as cidades imperiais livres de Hamburgo, Bremen e Cidade Livre de Lübeck.